# Warren Marrison
Warren Alvin Marrison (* 1896 in Inverary, Ontario; † 1980) war ein kanadisch-US-amerikanischer Erfinder der ersten Quarzuhr.
Marrison studierte an der Queen’s University in Kingston mit dem Bachelor-Abschluss als Physikingenieur 1920. Sein Studium war zwei Jahre unterbrochen durch die Teilnahme am Ersten Weltkrieg als Radiotechniker beim Royal Flying Corps. 1921 erhielt er einen Master-Abschluss an der Harvard University und arbeitete danach für Western Electric in New York City. Ab 1925 war er an den Bell Laboratories in New York. Dort suchte er nach geeigneten Frequenzstandards und entwickelt 1927 die erste Quarzuhr, damals noch ein größerer Apparat.
Er erwarb über 65 Patente. 1941 wurde er US-Staatsbürger. 1975 wurde er in die National Inventors Hall of Fame aufgenommen.

## Schriften
- The Evolution of the Quartz Crystal Clock. In: Bell System Technical Journal, Band 27, 1948, S. 510–588 (Reprint online).